# Pentax K-30
La Pentax K-30 es una cámara réflex digital que se presentó en mayo de 2012 para competir con la Nikon D5100 y la Canon EOS 650D en el segmento avanzado. Aunque se sigue produciendo, desde 2013 tiene como sucesora a la Pentax K-50. Muchas de sus características avanzadas solo se encuentran en modelos de gama alta, tales como, resistente a la intemperie, a prueba de polvo, resistente al frío y visor de prisma con un campo de visión de 100%. Oferece también otras características útiles como el disparo continuo a 6 fps, velocidad de obturación de 1/6000 y vídeo FULL HD. Equipada con una empuñadura ergonómica que permite un agarre fácil y confortable, y un diseño deportivo súper ergonómico, proporcionan un rendimiento rápido y eficiente en el terreno. 

## Características
La cámara destaca principalmente por tener un cuerpo sellado resistente al agua y al polvo, un visor pentaprisma (más luminoso y mejor visión que las otras marcas del mismo o mayor precio que usan pentaespejo) con un campo de visión del 100% y sistema de estabilización en el sensor
Al igual que la Pentax K-5, K5II, K5IIs de gama alta, ahora la K-30 una todo terreno, ofrece más funciones para encontrar su sitio en un mercado saturado de modelos de gama alta no sellados y con características similares a la de la misma Pentax K-30
Sensor: trae consigo un sensor que Sony ha diseñado recientemente, un nuevo sensor APS-C de 16,2Mpx con denominación EXMOR IMX071, que en diferentes variantes ya llevan varias cámaras como la mencionada Pentax K5, la Nikon D7000 o la Sony A580. Se trata de un sensor sumado al que según todos los indicios marca una mejora en lo que se refiere al ruido y al rango dinámico con valores de ISO bajos (2)
Sistema de Estabilización de Movimiento: en el cuerpo de la cámara y permitiendo con esto que cualquier objetivo manual o AF quede estabilizado hasta más de 4 pasos (dependiendo de la focal del objetivo, de la técnica y pulso del fotógrafo) ante cualquier movimiento al fotografiar a velocidades lentas. Es posible pasar el umbral de 1/4 s fotografiando a pulso.
ISO: la Pentax K-30 no solo ayuda a reducir el ruido a sensibilidades altas, sino también a valores bajos, lo que proporciona una gama de sensibilidades desde ISO 100 a ISO 12800 (o ISO 25600 al expandir la sensibilidad desde la función personalizada).  
Velocidad de disparo: 6 fps y exposiciones de 30 s a 1/6000 s y Bulb
Intervalo para TimeLaps: Se pueden hacer 999 fotografías en intervalos de 3 s hasta intervalos de 23.59 h ; con este último intervalo la cámara puede estar tomando fotos durante casi 3 años 
GPS Posicionador de Estrellas: accesorio para uso en cámaras Pentax K-30 con función de fotografía astronómica para dar seguimiento a estrellas para fotografiarlas. Función de seguimiento de estrellas del módulo O-GPS de Pentax. El modo de Astrotracker (Astrofotografía) utiliza las coordenadas de GPS para calcular el movimiento de la cámara con respecto a las estrellas, a continuación, utiliza el sistema de estabilización de imagen de la cámara para cambiar el sensor de seguimiento de ese movimiento. En términos prácticos esto significa que en lugar de estrellas que se convierten en trazas larga con una larga exposición, la cámara puede producir una imagen nítida y clara del cielo nocturno.
Video: captura de video en formatos Full HD, HD o video VGA. Puede iniciarse en programa automático, prioridad de apertura, o los modos de exposición manual, Full HD y VGA pueden ser capturados en fps 30, 25 o 24, mientras que HD está disponible en fps 60, 50, 30, 25 o 24. Formato del archivo es MPEG-4 AVC/H.264 con sonido mono a través de micrófono incorporado. Longitud del clip es de 4 GB o 25 minutos como máximo.
Modos Clásicos:  Programa (P);  Prioridadad Apertura de Diafragma (Av); Prioridad a Velocidad de Obturación (Tv); Manual (M) y Bulb(B) con la característica de que se puede ajustar como si fuera T. Al apretar el disparador se abre el diafragma y no hay necesidad de mantener apretado el botón durante todo el tiempo de la exposición, solo se aprieta de nuevo el disparador y se cierra el diafragma.
Modos Automáticos: Retrato, Paisaje, Macro, Deportes, Retrato Nocturno, Nuevos: Puesta de Sol, Azul Cielo, Bosque, Escena Nocturna, Escena Nocturna HDR, Instantánea de Noche, Alimentos, Mascota, Niños, Surf y Nieve, Silueteado, Luz de Vela, Iluminación de Escenario y Museo.
Modos Únicos en la Pentax K-30 que amplían la capacidad de captura de imagen:  
(Sv) Prioridad a la Sensibilidad ISO el usuario ajusta de forma manual el valor ISO y la cámara ajusta automáticamente los valores de Velocidad y Apertura de Diafragma.
(TAV) Velocidad y Apertura de Diafragma Manual con ISO Automático - el usuario ajusta la abertura y la velocidad de obturación y la cámara ajusta el valor ISO, el usuario mantiene el control sobre una gran variedad de ajustes de la cámara.
U1 y U2: permite al usuario guardar las combinaciones específicas de configuración como el modo de captura, sensibilidad, balance de blancos, modo de flash / / exposición / compensación, el modo de avance, la sucesión de exposiciones y otros para la recuperación rápida mediante la selección de la línea U1 o U2. 
Opciones Creativas: la Pentax K-30 ofrece la función de personalización de la imagen que permite seleccionar rápida y fácilmente un acabado especial a la imagen (antes de tomar la foto), pudiendo escoger entre 11 opciones como por ejemplo el "Proceso cruzado" . También cuenta con 19 filtros digitales, incluyendo "Efecto miniatura". Estos filtros permiten añadir efectos visuales para realizar imágenes creativas, artísticas sin necesidad de utilizar el ordenador. Además, amplia las posibilidades creativas, pudiendo aplicar varios filtros a una misma imagen antes o después de tomar las fotografías. Funciones disponibles a partir de la Pentax Kx.
Doble Alimentación: además de la batería estándar de Ion de Litio D-LI109, la K-30  también se puede  alimentar por 4 pilas tipo AA utilizando el adaptador opcional para este propósito. Incluso si se queda sin batería, puede tener pilas recargables o comprar fácilmente pilas tipo AA como respaldo y seguir disparando.
Otras Características Incluidas:
- Pantalla LCD 3.0 pulgadas con aproximadamente 921,000 puntos.
- Sistema de medición multizona con 77 segmentos para una medición precisa de la luz
- Sistema DR (eliminación de polvo) para sacudir el polvo de la superficie del sensor de imagen CMOS
- Sistema de control Hyper desarrollado por Pentax que asegura una respuesta rápida y precisa según las exigencias creativas del fotógrafo.
- Multiexposición de 9 fotos. Manual y automática
- HDR con fusión automática. Control manual y auto
- Horquillado/Braketing de 3 fotos con intervalos controlados de manera manual o automática y fusionando tipo HDR
- Multiexposición, HDR y Horquillado trabajan de manera independiente.
- Función de expansión de la gama dinámica (Rango Dinámico) para la compensación de las áreas  subexpuestas y sobrexpuestas. En cuanto al rango dinámico la K-30 no decepciona, tal y como cabe esperar de una cámara que sigue la estela de la K-5, precisamente conocida por su excelente rendimiento en este campo. Si bien la K-30 ofrece numerosas opciones relacionadas con la optimización del rango dinámico tanto para las sombras como para las luces altas, el potencial del sensor queda realmente a la vista al disparar en RAW y "revelar" los ficheros DNG que genera.
- Posibilidad de recuperación de los datos RAW de la última imagen en JPEG
- Botón RAW/Fx para un fácil cambio del formato del fichero de la imagen, así como para la asignación y el acceso instantáneo a una función específica.
- Micro Ajuste de Enfoque, para mayor precisión al fotografiar
- La Pentax K-30 incorpora la última generación de sensor CMOS APS-C. Asegura una alta velocidad de lectura que permite capturar imágenes digitales en alta definición con amplia gradación a 16.28 megapixeles efectivos.
- El procesador de imagen PRIME M acoplado al sensor permite la grabación de vídeos en alta calidad, en FULL HD (1920 x 1080p a 30 fps).

Hay una crítica muy discutible a la supuesta falta de objetivos nuevos AF2 (DA-L, Pancake, etc., ) para las cámaras Pentax, pero ya existe la suficiente cantidad de objetivos (80 aproximadamente) perfectamente identificados y en las focales más apreciadas por fotógrafos profesionales. Pentax no se caracteriza por sacar la mayor cantidad de objetivos con variaciones mínimas, pero si en mejorar su calidad en construcción y en óptica.
Dicha cantidad de objetivos se incrementa sustancialmente con toda la gama de objetivos AF1 y manuales construidos desde 1975 -y sin uso de adaptadores van directos a la cámara -, cuando se cambió de la montura M42 a la Montura K. Pero usando un adaptador para Montura M42 se pueden usar estos y sin pérdida de comunicación con la cámara y las posibilidades de crecimiento de un sistema Pentax se incrementan a la par de que se puede reducir el gasto en objetivos, aunque esto ya es cuestión del fotógrafo si es dependiente del AF, o si tiene más experiencia y disfruta el enfoque manual. 
Sumando los objetivo M42 y los de montura K, KA, KAF, FAJ, DA-L se tiene un poco más de 1,000 objetivos disponibles.
Y aunado a que Pentax a seguido mantenido la montura K. en sus cámaras DSRL y Mirroless, aprovechando esto, la marca a dotado de una capacidad superior a sus cámaras al permitir que mantengan un flujo de información con los objetivos más antiguos (K, KA, KAF, ) y logrando lecturas precisas entre cámara y objetivos. Incluso usando el adaptador Pentax 1.7x se consigue un auténtico funcionamiento autofoco de estos objetivos que cuentan entre sus líneas unas verdaderas joyas de ingeniería en construcción y óptica como el FA-1.4/ 85mm
Esta combinación resulta muy práctica, y sobre todo, de fácil entre lo nuevo y lo "viejo" en el sistema Pentax garantiza a los fotógrafos que trabajan con este sistema que puede trabajar sin ningún problema y sin perdidas de enfoque.
En algunas revisiones, muy discutibles por cierto, no aciertan a entender que Pentax es totalmente un instrumento para fotografía y el video es un accesorio que es Full HD, pero que por ser de enfoque manual desmerece en calidad, eso es una gran equivocación.